# Spielvan
Jikuu Senshi Spielban (時空戦士スピルバン, Jikū Senshi Supiruban, traduzido como Spielban, o Guerreiro do Espaço-Tempo, e lançado no Brasil sob o título de Jaspion 2, Spielvan/Guerreiro Dimensional Spielvan) é uma série de televisão japonesa do gênero tokusatsu, pertencente à franquia dos Metal Heroes. Produzida pela Toei Company e exibida originalmente entre 7 de abril de 1986 e 9 de março de 1987 pela TV Asahi, totalizando 44 episódios. No Brasil, foi transmitida pela Rede Manchete a partir de 1991. Posteriormente, foi adaptada para o público americano, juntamente com Metalder e Shaider, pela produtora norte-americana Saban Entertainment como a série VR Troopers.

## História
A história tem início quando o Império Water ("Waller", no original) destrói o Planeta Clean e os sobreviventes enviam dois representantes do planeta ao espaço para, após um período de doze anos em animação suspensa, iniciarem o combate ao malévolo império impedindo que este conquiste o seu próximo alvo, a Terra, cobiçada em razão de seus recursos naturais e da imensa quantidade de água em sua superfície. Os escolhidos para a tarefa são o garoto Spielvan e a sua amiga Diana. Além de lutar contra as ambições do Império Water, o herói busca um outro objetivo, resgatar seu pai e sua irmã das mãos de Water, visto que estes foram sequestrados e postos à serviço dos objetivos funestos deste último. O que Spielvan não sabe é que sua família fora convertida em fiéis servos de seus captores: o Profº Paul, seu pai, se transformou no insensível Dr. Bio, e sua irmã Helen foi transformada pelo próprio pai na fria e calculista Herbaira, cujo objetivo é um só: assassinar seu irmão Spielvan, e assim impedir a derrota do Império Water.

## Personagens

### Guerreiros
- Kenji Sony/Spielvan (Yuusuke Jou, no original): o grande herói e protagonista da série, adota a identidade terrestre de Kenji Sony. Ao lado de Diana, foram os únicos sobreviventes do planeta Clean (além de sua irmã Helen e seu pai, o Dr. Paul ) quando Spielvan tinha  oito anos, e se dispõe a vingar a destruição de seu planeta natal e a morte de sua mãe, Anna, além de resgatar seu pai e sua irmã. É um jovem de 22 anos, extremamente sensual, com peitoral liso contrastando com suas axilas peludas, e tem cenas onde se mostra um exímio nadador. Ao pronunciar a palavra "cristalização" (Keshō no original), conversão na dublagem brasileira, estabelece uma interface com o Defender, nave que o trouxe à Terra, e recebe uma armadura agindo sob o nome de Guerreiro Dimensional Spielvan. Ao longo da série, Spielvan demonstra um amor fraternal por Diana, sua amiga de infância e, inexplicavelmente, a única criança sobrevivente do planeta Clean além do próprio Spielvan. No final, é revelado que o planeta Clean era a Terra dez milênios no futuro, e Spielvan era mesmo um terráqueo. O ator Hiroshi Watari tinha 23 anos quando interpretou Spielvan.
- Diana/Lady Diana: 18 anos, companheira de Spielvan em sua loga viagem e também o ponto de apoio do herói em muitas de suas missões, não raro lutando ao lado deste. Diferente de Spielvan, quando lutava sozinha muitas vezes suas cenas de ação tinham um tom mais cômico dado ao fato de os inimigos serem apaixonados por ela. Diana os provocava dando piscadinhas, fazendo os soldados ficarem completamente atrapalhados e se tornando alvos fáceis ou então usando disso para atraí-los para alguma armadilha. Era bastante comum Diana vencer suas lutas com um golpe na qual ela derrubava seus adversários e sentava sobre seus troncos deixando-os imobilizados. Diana passava grande parte de seu tempo no Defender supervisionando toda a cidade caso houvesse algum ataque. Assim como Spielvan, Ao submeter-se ao processo de "cristalização" recebe uma armadura. Seu codinome é Lady Diana.
- Helen/Lady Helen (3-6, 18, 21, 29-44): 22 anos, irmã mais velha de Spielvan, passou a lutar ao seu lado tão logo se livrou da funesta influência de Herbaira, seu alter ego ruim. Em várias ocasiões fora usada por Guiotini e Lay como arma psicológica de Water contra Spielvan. Após unir forças com o irmão e a amiga recebeu uma armadura e o codinome de Lady Helen no episódio 31. Fora do Império Water, somente três pessoas descobrem sua identidade como Herbaira: Karen, Spielvan e Diana.

### Amigos
- Daigoro Koyama – inventor e proprietário da Casa de Invenções Thomas Edison. Considera-se um gênio embora suas bugigangas sejam pouco mais que inúteis. Mulherengo, protagoniza algumas das cenas humorísticas da série. Some na série sem explicações depois do episódio 19.
- Miwa Koyama – irmã mais nova de Daigoro. Cuida da loja embora não suporte a ideia de viver entre as tralhas criadas pelo irmão, todas um fracasso de vendas. Possui um temperamento forte.
- Tokio: É um garoto que ajuda Daigoro nas experiências.
- Noriko e Kenite: Sempre aparecem olhando as experiências de Daigoro.
- Teacher: Guerreiro holográfico gerado pelo computador do Defender para ajudar a melhorar as habilidades de luta de Spielvan, Diana e Helen.

### Império Water
- Senhor Water (ep.01-44): Deus protetor do Império que leva seu nome, possui forma de um fluído e reside em confinamento num receptáculo sendo capaz de sobreviver apenas em água límpida. Cruel em seus desígnios, raramente fala e manifesta sua vontade por intermédio da Rainha Pandora. Na verdade o Senhor Water é somente um conceito criado por esta última a fim de manter sua posição em segredo contra eventuais ameaças à sua liderança.
- Rainha Pandora (ep.01-44): Porta-voz do Senhor Water e comandante do Império, possui uma personalidade fútil e arrogante. Ao final da série foram descobertos dois segredos ao seu respeito: um segundo o qual ela e o Senhor Water são a mesma entidade e outro sobre a sua verdadeira forma, pois a Rainha do Império Water não passa de uma Estrela-do-mar que evoluiu à forma humana. Durante a batalha final contra Spielvan, Diana e Helen dividiu-se em duas entidades, um ser mutante e um Mecanóide.
- Imperador Guiotini (ep.24-43): Descendente de Water que foi trazido do século XXIII - Ano: 2201 (onde vivia como um mendigo de rua) via deslocamento temporal para auxiliar na luta contra Spielvan. Extremamente leal a Rainha Pandora ele possui um ratinho falante de estimação chamado Pech e chama atenção pelo seu vestuário. É muito traiçoeiro e ousado em seus planos, como por exemplo o dos episódios 26 e 29. Lançado em uma fenda dimensional após ter planejado uma maneira de derrotar Spielvan, voltou a atormentar o herói, através da tentativa de assassinato de Helen, por quem é apaixonado e queria levá-la para viver junto com ele, na condição de fantasma, mas foi derrotado graças ao uso das células energéticas do Defender.
- Fantasman (ep.35-39): Criado a partir dos sentimentos espúrios presentes nos corações humanos, possui uma aparência pálida e andrógina com cabelos longos, vestes brancas e um longo par de chifres. Detentor do poder de teleporte é capaz de disparar feixes lasers de sua boca. Rebelou-se contra o Império Water e montou uma sociedade discreta que levava o seu nome, além disso montou seu próprio Mecanóide que também levava o seu nome, mas foi derrotado graças a um contra-ataque preparado pelo General Deslock. Nessa sociedade ingressou proeminentes figuras. Originalmente chamado de Youki, algo como "energia fantasma" em português.
- General Deslock (ep.01-42): Comandante de campo, dotado de um vasto conhecimento de táticas de guerra, é um Andróide que lidera a tropa Mecanóide do Império Water, possuindo a capacidade de se converter num torpedo apto a ser lançado de um silo, como aconteceu nos episódios 24 e 42 quando confrontou Spielvan. Em suas aparições chama a atenção graças ao design de sua armadura onde predominam os tons negros. É muito combativo, porém, sempre fracassa no fim. Mostra-se ser muito sensível, pelo fato de ter se apaixonado por Diana no episódio 41 e no episódio 42, ao ter sido rebaixado pela Rainha Pandora. Chamado na versão original de Deathzero.
- Doutor Bio (ep.01-21 e 30 e 43): Médico Geneticista responsável pela criação dos guerreiros mutantes chamados de Bionóides, postos a serviço do Império Water, é na verdade o Professor Paul, o pai de Spielvan e Helen que, ao ser submetido a um processo de mutação celular, ignorou sua identidade anterior. Durante sua batalha contra Spielvan (ep. 21) assumiu a forma de um guerreiro mutante capaz de lançar moscas gigantes a partir de seu corpo e mesmo com o aviso de Helen sobre o fato de estar lutando contra seu filho prosseguiu o combate até que a Rainha Pandora acionou um explosivo para matar os três, mas graças às suas habilidades mutantes ele e a filha sobreviveram. Após esse evento passou um período numa câmara de animação onde apenas seus olhos, cérebro e coluna vertebral podiam ser vistos. No final, volta a ser o Professor Paul. Durante a luta derradeira contra a Rainha Pandora injetou um veneno na vilã pouco antes de morrer, sendo restaurado num futuro onde o Império Water nem chegou a existir. Na versão original seu nome na forma humana é Professor Ben.
- Herbaira (ep.04-21 e 29): Guerreira na qual Helen foi transformada após um implante cibernético feito por seu pai e acionado por controle remoto a fim de que ela eliminasse Spielvan. Na luta entre Spielvan e Lady Diana contra a forma mutante do Doutor Bio os heróis foram informados por Helen acerca da verdadeira identidade do vilão, mas nesse meio-tempo a Rainha Pandora detonou uma bomba com o objetivo de destruí-los (ep. 21). Durante várias batalhas, Herbaira também tinha recaídas como dores de cabeça e ela voltava ao normal. Helen também tinha pesadelos dela enfrentando Spielvan, tal tortura psicológica que a perturbava e a fazia voltar ao normal apesar de não ter assumido a forma de Herbaira totalmente. Dada como morta até o episódio 29 quando foi encontrada por Diana, na qual teve sua última aparição e a partir do capítulo 31 deu lugar a Lady Helen. Originalmente chamada de Hellvira. Herbaira depois aparece em um especial Girls in Trouble ressuscitada servindo a organização Genmaku, aparecendo na forma de um monstro e depois toma a forma de como apareceu na série. Diferente da série original, ela não tinha as recaídas como aparecia na série original.
- Tropa Espiã (ep.01-36): Trio que é formado por Lay (Rikki, no original),Shadow e Gash (Gasher, no original) cabendo à primeira liderar o grupo. Lay arquitetou vários planos cruéis porém é pouco combativa. Terminou transformada numa estátua por interferir num ataque de Fantasman contra Spielvan (ou, segundo as palavras da Rainha Pandora, transformada "na cadeira do Senhor Fantasman"), ao passo que suas assistentes foram mortas no episódio 25 em um confronto com o herói.
- Pech (ep.24-44): Ratinho de estimação de Guiotini. Ele sempre zomba de Deslock pelo fato dele ser inferior a Guiotini. No fim, ao descobrir que Dr. Bio traiu o Império, ele tenta atacar o cientista. Porém é morto pelo mesmo.
- Soldados Clow (ep.01-44): Andróides de combate que compõem a primeira linha de defesa do Império Water. Usam roupas negras, possuem face dourada e olhos vermelhos.
- Guerreiros Mecanóides e Bionóides (ep.01-43): São eles monstros do Império Watter criados para destruir Spielvan, sendo os Mecanóides, são andróides guerreiros, criados por Deslock, Guiotini e um deles é criado por Fantasman, o Doutor Bio criava os Guerreiros Bionóides, são eles mutantes guerreiros.

## Armas e habilidades

### Spielvan
- Armadura Clean Metal - armadura usada por Spielvan, Diana e sua irmã Helen, se redimindo de suas ações como Herbaira e passa a integrar o grupo.
- Spielvan Kick - golpe com uma força equivalente a 3200 kg e capaz de derrubar com um só chute o pilar de um edifício.
- Spielvan Punch - tem a força de 1400 kg e é capaz de destruir uma chapa de aço de até 30 cm de espessura.
- Laser Slace - sua intensidade chega a 1.000.000 °C - (um milhão de graus Celsius), sendo capaz de destruir um tanque de combate que esteja até cinco quilômetros de distância. No original, o "Laser Slace" chama-se Laser Sniper (Spielvan) e Lady Sniper (Diana).
- Double Slace - técnica resultante da união dos disparos das armas lasers de Spielvan e Lady Diana, triplicando assim o poder de fogo. Originalmente chamado de Double Sniper.
- Cosmic Blade - espada do herói. Para aplicar o golpe final Blade Slace (Arc Impulse, no original), Spielvan conta com o auxílio de uma lâmina extra, o que torna a espada uma arma mortal. Na versão original chama-se Twin Blade.
- Spielvan viagem dimensional -  no original Supiruban Bypass Slip - É um campo de remoção, onde Spielvan sempre usa para transferir as batalhas para outros lugares para não atingir a cidade, é por isso que as batalhas decisivas sempre acontece em locais desérticos.
- Metal Nice - no original Crystal Naīsu - Como Sharivan em sua atuação anterior como protagonista, Spielvan possui uma antena acoplada no lado esquerdo da cabeça, usado para achar outras fraquezas, quando enfrentou uma das criaçõeos do Dr. Bio.

### Lady Diana e Lady Helen
- Laser Slace - pistola laser de Lady Diana. Na versão original, a arma chama-se Lady Sniper, se diferenciando assim da arma laser de Spielvan.
- Helen Cutter - bumerangue cortante utilizado pela guerreira Lady Helen.

## Veículos
- Cruzador Espacial Defender (Gran Nazca) - fortaleza voadora e lar de Spielvan e Diana nos últimos doze anos. Transforma-se através do comando Deffe Robô Formation (Combat Formation) (a partir do Episódio 28), num robô que esmaga os tanques de Water, e pelo comando Cannon Formation, num gigantesco canhão, que é disparado (Cannon Hiper Potência / Big Bang Cannon, originalmente) por um holograma gigante de Spielvan. Defender segue o mesmo exemplo dos Uchuu Keijis, apenas destruição da tropa inimigas além de monstros gigantes.
- Metal Cycle (Hovarian) - moto vermelha e branca de Spielvan que mantem aceso o ódio de Spielvan e Diana por Water. Tem asas retráteis que são utilizadas para planar. Spielvan em alguns capítulos desfere o Cosmic Blade enquanto a pilota.
- Tanque Cruzer (Gaios) - tanque branco e preto de Spielvan. Seu lado superior direito, separa-se da base, para formar o Víbora ou Jato Cruser dito na versão dublada (Jet Gaios), um jato com asas em formato de "X", parecido com a nave X-Wing de Guerra nas Estrelas, enquanto a parte inferior, forma o Cruzer Escavadeira ou Escavadeira de Perfuração (Drill Gaios), revelando uma broca ao se dividir. É frequentemente utilizado para combater o tanque Scarface (Skulldon) do General Deslock.

## No Brasil
No Brasil, inicialmente a série foi anunciada com o título de Spielvan. Faltando algumas semanas para a estreia, o título foi modificado para Jaspion 2, dando a falsa ideia de uma continuação. As duas séries não tinham nenhuma relação quanto ao enredo. Jogada similar a feita na França onde os seriados super-sentai Maskman e Liveman foram chamados de Bioman 2 e Bioman 3, respectivamente.
As únicas séries do gênero Metal Heroes que possuem cronologia são Gyaban, Sharivan e Shaider., depois temos Winspector, Solbrain e Exceedraft e por último B-Fighter e B-Fighter Kabuto.
Spielvan teve histórias em quadrinhos publicadas no Brasil na revista Heróis da TV da Editora Abril, as histórias eram produzidas por artistas brasileiros, em 1994 foi publicado pela editora um inusitado crossover entre Jaspion e Spielvan na revista "Almanaque do Spielvan, roteirizada por Marcelo Cassaro.
O animador Jaires Santos criou uma nova série de Jaspion e postou nas redes sociais, como também colocou Spielvan para poder ter uma participação. A série foi dada como inacabada com um total de 14 episódios. A Toei viu que era uma produção não oficial e decidiu tirar a série do ar. Em seu lugar aparece a série Gobetex.

## VR Troopers
Após o sucesso de Power Rangers, a empresa Saban Entertainment criou uma nova série, os VR Troopers, utilizando o mesmo esquema de reciclagem de séries japoneses. Para a primeira temporada, Spielvan, juntamente com Metalder, foi utilizado. Na série, Spielvan virou JB Reese e Diana virou Kaitlin. Alguns vilões de Spielvan aparecem nessa série junto com os de Metalder. Mas diferente de Power Rangers, VR Troopers apesar de usar as mesmas imagens teve um roteiro totalmente diferente das histórias originais.
Segue abaixo uma lista com as mudanças de nome em Troopers:

### Mudanças de nomes

#### Heróis e aliados
- Kenji Sony/Spielvan - J. B. Reese
- Diana - Kaitlin
- Helen - Amy na sua fase maligna e Kaitlin ganha a habilidade de dividir em duas.

#### Habilidades, armas e veículos
- Cosmic Blade - Comando Lança Laser
- Double Slace - Dupla Realidade Virtual
- Blade Slace - sem nome
- Laser Slace - sem nome
- Deffender - VR Sky Base
- Deffe Robo Formation - Troopertron
- Metal Cycle - Comando Moto Turbo
- Cruzer/Víbora - Cruzador de Batalha
- Spielvan viagem dimensional - Comando Vortex

#### Vilões
- Senhor Water - "Desponda's water form"
- Rainha Pandora - Desponda
- Imperador Guiotini - não aparece
- Fantasman - Knighttime
- General Deslock - General Ivar
- Doutor Bio - Coronel Icebot
- Herbaira - Red Python
- Lay - "Ivar's main beauty"
- Shadow - "Ivar's background beauty"
- Gash - "Ivar's background beauty #2"
- Soldados Clow - Skugs

## Lista de episódios
| Número | Nome do episódio                                          | Inimigos(s) do episódio                          | Data de exibição (Japão) | Protagonista(s) do episódio        |
| ------ | --------------------------------------------------------- | ------------------------------------------------ | ------------------------ | ---------------------------------- |
| 01     | O Início                                                  | Mecanóide: Mecha Shoulder                        | 7 de abril de 1986       | Spielvan                           |
| 02     | A Dupla Invencível                                        | Mecanóide: Mecha Bander                          | 14 de abril de 1986      | Spielvan                           |
| 03     | Adão e Eva no Pacífico                                    | Mecanóide: Mecha Joker                           | 21 de abril de 1986      |                                    |
| 04     | Anjo ou Demônio?                                          | Herbaira e Mecanóide: Crow Especial              | 28 de abril de 1986      | Helen                              |
| 05     | O destino de Helen                                        | Mecanóide: Mecha Puter                           | 5 de maio de 1986        |                                    |
| 06     | O Estranho Guerreiro                                      | Guerreiro Mutante: Guja                          | 19 de maio de 1986       |                                    |
| 07     | A Ilha das Sereias                                        | Mecanóide: Mecha Nochira                         | 26 de maio de 1986       |                                    |
| 08     | A Ira de Diana                                            | Mecanóide: Mecha Machine                         | 2 de junho de 1986       | Diana e Helen                      |
| 09     | A Fúria de Spielvan                                       | Mecanóide: Crows Especiais                       | 9 de junho de 1986       | Spielvan                           |
| 10     | A Indústria de Robôs                                      | Mecanóide: Mecha Roboter                         | 16 de junho de 1986      | Daigoro                            |
| 11     | O Mecanóide Gun Man                                       | Mecanóide: Mecha Gun Man                         | 23 de junho de 1986      | Spielvan                           |
| 12     | A Casa dos Sonhos                                         | Mecanóide: Mecha Freezer                         | 30 de junho de 1986      | Masaru e sua Família               |
| 13     | O Sequestro do Cientista                                  | General Deslock e Guerreiro Mutante: Wataja      | 7 de julho de 1986       | Loriko e seu pais Professor Murata |
| 14     | O Roubo do Metal Cicle                                    | Mecanóide: Drill Hander                          | 14 de julho de 1986      | Spielvan                           |
| 15     | Operação Água-Viva                                        | Guerreiro Mutante: Umi Ja                        | 21 de julho de 1986      | Spielvan e Diana                   |
| 16     | A Lagoa Secreta                                           | Mecanóide: Bosskong                              | 28 de julho de 1986      |                                    |
| 17     | O Labirinto Infernal                                      | Mecanóide: Brocker                               | 4 de agosto de 1986      | Spielvan                           |
| 18     | A Flor Aquática                                           | Mecanóide: Dobelar e Herbaira (Helen)            | 11 de agosto de 1986     | Karen                              |
| 19     | A Rebelião dos Robôs                                      | Mecanóide: Denzilar                              | 18 de agosto de 1986     | Professor Ohno                     |
| 20     | Andróide!                                                 | Mecanóide: Sharinder                             | 25 de agosto de 1986     | Dr. Sakata e Datsuko               |
| 21     | O Plano Traiçoeiro de Pandora                             | Guerreiro Mutante: Doutor Bio e Herbaira (Helen) | 1 de setembro de 1986    | Spielvan, Dr. Bio e Helen          |
| 22     | A Missa Negra                                             | Mecanóide: Sartã                                 | 8 de setembro de 1986    |                                    |
| 23     | A Montanha do Diabo                                       | Mecanóide: Godra                                 | 15 de setembro de 1986   |                                    |
| 24     | A Chegada de Guiotine                                     | Imperador Guiotine                               | 22 de setembro de 1986   |                                    |
| 25     | O Novo Mecanóide                                          | Mecanóide: Puncher                               | 13 de outubro de 1986    |                                    |
| 26     | Andróide Helen                                            | Mecanóide: Medor (Falsa Helen)                   | 20 de outubro de 1986    | Spielvan                           |
| 27     | O Casal do Planeta Focus                                  | Mecanóide: Kamiler                               | 27 de outubro de 1986    | Lana e Marcos                      |
| 28     | Operação Bebê                                             | Mecanóide: Disc                                  | 3 de novembro de 1986    |                                    |
| 29     | Massacre a Diana                                          | Herbaira e Mecanóide: Off Side                   | 17 de novembro de 1986   | Diana                              |
| 30     | O Reencontro                                              | Mecanóide: Black Car Man                         | 24 de novembro de 1986   | Spielvan e Helen                   |
| 31     | A Conversão da Lady Helen                                 | Mecanóide: Antom                                 | 1 de dezembro de 1986    | Helen                              |
| 32     | A Flor Misteriosa                                         | Mecanóide: Tsutarla                              | 8 de dezembro de 1986    |                                    |
| 33     | Os Motoqueiros                                            | Mecanóide: Biker                                 | 15 de dezembro de 1986   | Spielvan, Diana e Helen            |
| 34     | O Estranho Balão                                          | Mecanóide: Destroyer                             | 22 de dezembro de 1986   |                                    |
| 35     | O Espelho Mágico                                          | Mecanóide: Lion                                  | 5 de janeiro de 1987     |                                    |
| 36     | O nascimento de Fantasman                                 | Mecanóide: Waruser                               | 12 de janeiro de 1987    |                                    |
| 37     | O Ataque à Vila                                           | (Não há)                                         | 19 de janeiro de 1987    |                                    |
| 38     | O Sequestro                                               | Mecanóide: Brainder                              | 26 de janeiro de 1987    | Sayaka e seus Pais                 |
| 39     | A Ira de Pandora                                          | Fantasman e Mecanóide: Vacumer                   | 2 de fevereiro de 1987   |                                    |
| 40     | Espada do Bem X Espada do Mal                             | Mecanóide: Kumason                               | 9 de fevereiro de 1987   | Mayumi                             |
| 41     | Quem é o ator principal! Caos no estúdio cinematográfico* | General Deslock e Mecanóide: Movie Man           | 16 de fevereiro de 1987  | Diana                              |
| 42     | O ataque do general! A potência de 1.000 de watts*        | General Deslock e Mecanóide: Brisar              | 23 de fevereiro de 1987  |                                    |
| 43     | Desafio final! Invasão ao castelo Water*                  | Guiotine e Rainha Pandora                        | 2 de março de 1987       | Helen                              |
| 44     | Você saberá! O segredo do planeta Clean*                  | Rainha Pandora                                   | 9 de março de 1987       | Professor Paul                     |
| 45     | Jikū Senshi Spielban Retrospectiva*                       |                                                  |                          | Spielvan e Diana                   |

Nota: * Não exibidos no Brasil

## Elenco

### Atores Japoneses
- Spielvan: Hiroshi Watari
- Diana: Makoto Sumikawa
- Helen: Naomi Morinaga
- Pandora: Machiko Soga
- Doutor Bio: Ichiro Mizuki
- Deslock: Shozo Izuka
- Lay: Michiko Nishizawaki
- Marin: Maria Hernandez
- Anna: Rachel Griffths (Cenas de Flashback)/Mitsuko Horie (ep. 44)
- Guiottini: Mickey Curtis
- Narrador" Toru Ohira

## Trilha sonora

### Temas
(de acordo com o álbum "Jikuu Senshi Spielban Hit Kyokushuu", lançado em 1986)
- Faixa 1 - Jikuu Senshi Spielban, por Ichiro Mizuki (tema de abertura)
- Faixa 2 - Kesshou da! Spielban, por Ichiro Mizuki (tema de encerramento)
- Faixa 3 - Chase! Spielban, por Ichiro Mizuki
- Faixa 4 - Diana Action, por Makoto Sumikawa
- Faixa 5 - Kanashimi no Helen, por Naomi Morinaga
- Faixa 6 - Ore no Ikari ni Te wo Dasu na!, por Ichiro Mizuki
- Faixa 7 - Hikari no Hoshi - Mizu no Hoshi, por Hiroshi Watari
- Faixa 8 - Waler no Theme, por Dr.JOE
- Faixa 9 - Muteki no Ouja, por Ichiro Mizuki
- Faixa 10 - Kimi no Nakama da! Spielban, por Ichiro Mizuki & Young Fresh (tema de encerramento)

por: Equipe AnimeSongs.com.br

### BGM (músicas de fundo)
(de acordo com o álbum "Toei Metal Hero Best BGM Shuu 2")
DISCO 1
- Faixa 13 - Jikuu Senshi Spielban (TV Size)
- Faixa 14 - Mizu no Densetsu
- Faixa 15 - Kokyou Clean Sei
- Faixa 16 - Tansaku
- Faixa 17 - Chase! Spielban (Instrumental)
- Faixa 18 - Hightec Hero
- Faixa 19 - Tsuioku no Helen
- Faixa 20 - Kimi no Nakama da Spielban (TV Size)

DISCO 2
- Faixa 1 - Jikuu Senshi Spielban (Instrumental)
- Faixa 2 - Aiseki
- Faixa 3 - Aku no Shin'en
- Faixa 4 - Gekitou no Arashi
- Faixa 5 - Issen! Twin Blade
- Faixa 6 - Yuuhi no Sanka
- Faixa 7 - Kesshou da! Spielban (TV Size)

(de acordo com o álbum "Toei Metal Hero Battle Music Collection 4")
- Faixa 7 - Pair de Dokkiri!
- Faixa 8 - Waler
- Faixa 9 - Furusato
- Faixa 10 - Kanashimi no Helen (Instrumental)
- Faixa 11 - Diana Action (Instrumental)
- Faixa 12 - Ore no Ikari ni Te wo Dasu na! (Instrumental)
- Faixa 13 - Kimi no Nakama da Spielban (Instrumental)
- Faixa 14 - Spielban Yokoku Hen Ongaku

Música: Michiaki "Chuumei" Watanabe